# 沃德耶
沃德耶，是阿爾巴尼亞北部士科德州的一个市镇。下分为6个行政分区，行政中心为沃德耶镇。市镇面積为499.35平方公里，2011年人口数量为30,438人，而作为行政分区的沃德耶镇的人口数量则为8,117人。